# Zhaoyuan, Daqing
Zhaoyuan är ett härad som lyder under Daqings stad på prefekturnivå i Heilongjiang-provinsen i nordöstra Kina.